# Розен Фрідріх Фрідріхович
Фрідріх Фрідріхович Розен (Фрідріх фон Розен) (14 травня 1834 — 28 березня 1902) — російський геолог та палеонтолог .

## Біографія
Фрідріх Розен народився у 1834 році в Санкт-Петербурзі. Батько, Фрідріх Отто Олександр Розен (1808, Ревель — 1854), був дійсним статським радником, служив директором іноземних колоній у Південній Росії. У 1855 році, після закінчення курсу з камерального відділу Рішельєвського ліцею, вступив до Дерптського університету, де вивчав природничі науки. У 1863 році отримав ступінь магістра природничих наук після захисту дисертації на кафедри мінералогії та геології. З 1868 по 1894 р. був професором мінералогії казанського університету і з 1880 додатково викладав цей предмет у Казанському ветеринарному інституті. В університеті Розен створив мінералогічний музей.
З 1874 він був деканом фізико-математичного факультету.

## Наукова діяльність
У Казані наукова діяльність Ф. Ф. Розена зосередилася на вивченні післятретинних утворень Поволжя та східної Росії; з відносяться до цієї галузі праць: «Про післятретинні утворення по Волзі та Камі в Казанській губернії» («Праці IV З'їзду Єст. і Вр.», 1873), «До питання про характер післятретинних утворень по Волзі» і звіт про геологічні екскурсії в 1875, 1877 та 1878 роках в Нижньогородську, Казанську та Самарську губернії.

## Особисте життя
У 1867 році одружився з Юлією Єлачич. У сім'ї було 9 дітей. Старший син, Фрідріх Фрідріхович (Федор Федорович), закінчив юридичний факультет Казанського університету та працював слідчим в Ішимі, а потім членом суду та світовим суддею у Бауську, Ризі та Череповці. Після революції неодноразово заарештовувався та посилався на різні терміни. Після арешту в 1936 році та засудження на 8 років був відправлений до Магадану, де його сліди загубилися. Мав трьох дітей: Олена (1897—1983), Фрідріх (1898—1979) та Михайло (1902—1989) — майбутній дослідник золотих родовищ Алтаю.